# Runcinia tropica
Runcinia tropica là một loài nhện trong họ Thomisidae.
Loài này thuộc chi Runcinia. Runcinia tropica được Eugène Simon miêu tả năm 1907.